# Lekkoatletyka na Letnich Igrzyskach Paraolimpijskich 2004 – bieg na 100 metrów kl. T52 mężczyzn
W biegu na 100 metrów kl. T52 (zawodnicy na wózkach inwalidzkich) mężczyzn podczas Letnich Igrzysk Paraolimpijskich 2004 rywalizowało ze sobą 9 zawodników.

## Wyniki

### Finał
| Poz. | Zawodnik           | Narodowość        | Rezultat | Uwagi |
| ---- | ------------------ | ----------------- | -------- | ----- |
| 1    | Salvador Hernandez | Meksyk            | 17.21    | PR    |
| 2    | Beat Bosch         | Szwajcaria        | 17.69    |       |
| 3    | Andre Beaudoin     | Kanada            | 17.70    |       |
| 4    | Ian Rice           | Stany Zjednoczone | 18.11    |       |
| 5    | Joseph Radmore     | Kanada            | 18.17    |       |
| 6    | Paul Nitz          | Stany Zjednoczone | 18.45    |       |
| 7    | Yasunari Yaezawa   | Japonia           | 18.65    |       |
| 8    | Peth Rungsri       | Tajlandia         | 19.65    |       |